# Август Кристоф фон Дегенфелд-Шонбург
Август Кристоф фон Дегенфелд-Шонбург (на немски: August Christoph von Degenfeld-Schonburg; *
21 март 1730 във Франкфурт на Майн; † 17 април 1814 в Айбах в Гайзлинген, регион Щутгарт) е граф на Дегенфелд-Шонбург и полковник, камерхер, рицарски съветник в кантон Кохер в Швабия.

## Произход
Той е по-малък син (осмото дете) на генерал граф Кристоф Мартин фон Дегенфелд-Шонбург (1689 – 1762), пруски дипломат и военен министър, и съпругата му графиня Мария фон Шьонбург/Шомберг (1692 – 1762), дъщеря на генерал Майнрад II фон Шомберг, 1. херцог Лайнстер (1641 – 1719), на английска служба, и рауграфиня Каролина Елизабет фон дер Пфалц (1659 – 1696), дъщеря на курфюрст Карл I Лудвиг фон дер Пфалц (1617 – 1680) и Мария Луиза фон Дегенфелд, рауграфиня на Пфалц (1634 – 1677). По-големият му брат е бездетният граф Фридрих Кристоф фон Дегенфелд-Шонбург (1721 – 1781).

## Фамилия
Първи брак: на 18 октомври 1755 г. се жени за фрайин Елизабет Луиза фон Рахнотц (* ноември 1732; † 11 юни 1757). Тя умира след раждане на 24 години. Те имат две деца:
- Ойген Кристоф Фридрих Роберт фон Дегенфелд-Шонбург (* 14 август 1756; † май 1757)
- Мария фон Дегенфелд-Шонбург (* 25 май 1757; † 26 май 1757)

Втори брак: на 3 август 1762 г. във Франкфурт на Майн се жени за Хелена Елизабет Ридезел, фрайин цу Айзенбах (* 14 август 1742, Холрих; † 3 август 1811, Айбах), дъщеря на пруския генерал-лейтенант Йохан Фолпрехт Ридезел цу Айзенбах (1696 – 1757) и Каролина Елизабет Шенк фон Швайнсберг (1717 – 1787). Те имат осем деца:
- Густав Ойген Фридрих Кристоф фон Дегенфелд-Шонбург (* 20 януари 1764, Щутгарт; † 5 юни 1807, Хайлброн), женен I. на 12 септември 1791 г. в Айбах за фрайин Фридерика фон Берлихинген (* 1 май 1769, Хайлброн; + 7 септември 1794), II. на 20 септември 1795 г. в Хайлброн за нейната сестра фрайин Мариана фон Берлихинген (* 25 ноември 1774, Хайлброн; + 20 април 1836), и има с нея два сина и две дъщери
- Доротея Луиза Мариана фон Дегенфелд-Шонбург (* 12 март 1765; † 14 декември 1827, Фюрстенау), омъжена на 25 юли 1786 г. в Хайлброн за граф Кристиан Карл фон Ербах-Фюрстенау (* 18 септември 1757, Фюрстенау; † 10 май 1803, Фюрстенау)
- Максимилиан Йохан Кристоф фон Дегенфелд-Шонбург (* 16 юни 1766, Айбах; † 14 септември 1816, Ердос цада, женен на 8 октомври 1800 г. във Виена за графиня Анна Телеки де Зцек; има два сина и една дъщеря
- Фридрих Кристоф фон Дегенфелд-Шонбург (* 30 септември 1769, Щутгарт; † 9 февруари 1848, Рамболц), женен на 20 ноември 1797 г. в Ербах за графиня Луиза Шарлота Поликсена фон Ербах-Ербах, * 28 януари 1781, Ербах; † 3 май 1830); има две дъщери
- Юлия Сузана фон Дегенфелд-Шонбург (* 29 септември 1771; † 6 април 1838), неомъжена
- Йохан Филип Кристоф фон Дегенфелд-Шонбург (* 26 ноември 1773; † 22 декември 1842/1843), женен I. 1805 г. за фрайин Йозефина фон Фенинген; II. на 7 ноември 1809 г. за фрайин Мария фон Фенинген и има с нея една дъщеря
- София Хенриета фон Дегенфелд-Шонбург (* 23 декември 1776, Щутгарт; † 26 януари 1847, Лаубах), омъжена на 27 ноември 1797 г. в дворец Айбах при Гайслинген за граф Фридрих Лудвиг Кристиан фон Золмс-Лаубах (* 29 август 1769; † 24 февруари 1822)
- Елизабет Елеонора фон Дегенфелд-Шонбург (* 13 юли 1778; † 3 септември 1782)